# Gemeinsam für Afrika
Gemeinsam für Afrika ist ein Zusammenschluss von Nicht-Regierungsorganisationen, die sich in der Entwicklungszusammenarbeit engagieren und Nothilfe leisten. Sie haben es sich zur Aufgabe gemacht, mit wirksamen Projekten die Lebensbedingungen in den Ländern Afrikas zu verbessern. Gleichzeitig legen sie einen Schwerpunkt auf die entwicklungspolitische Bildungsarbeit in Deutschland. Das erklärte Ziel: Ein vielfältiges Bild von Afrika zu vermitteln und nachhaltige Projekte in afrikanischen Ländern zu fördern. Der Verein Gemeinsam für Afrika e.V. hat seinen Sitz in Berlin. Schirmherr des Bündnisses ist Bundespräsident Frank-Walter Steinmeier. Zu den Unterstützern gehören zudem Wolfgang Niedecken, Gentleman, Ivy Quainoo und Ischtar Isik.

## Gründung
Nach den Anschlägen vom 11. September 2001 bestimmte der „Kampf gegen den Terror“ die Nachrichten. Für den afrikanischen Kontinent und seine Menschen interessierte sich zu der Zeit kaum mehr jemand. Diverse Hilfsorganisationen, die in Ländern Afrikas tätig waren und zuvor immer um Aufmerksamkeit und Spendengelder konkurriert hatten, wollten dies ändern. Um Afrika wieder zurück in das öffentliche Bewusstsein zu bringen, schlossen sie sich deshalb 2003 zu einem Bündnis zusammen. Die Kampagne mit reichweitenstarken Partnern begann mit dem damaligen Bundespräsidenten, dem Magazin Stern, der ARD und Herbert Grönemeyer.

## Bildungsarbeit
Mit der Bildungsarbeit soll vor allem bei jungen Menschen ein Bewusstsein für die Vielfalt und Chancen des afrikanischen Kontinents geschaffen werden. Sie soll dazu beitragen, ein differenzierteres und realistisches Bild des afrikanischen Kontinents zu vermitteln. Das aktuelle Bildungsprojekt (2023–2026) „Talk Climate – Do Justice“ setzt den Schwerpunkt auf das Thema Klimagerechtigkeit und wird gefördert von Engagement Global (mit Mitteln des BMZ) und der Stiftung Umwelt und Entwicklung in NRW. Teil der Bildungsarbeit sind kostenfreie Unterrichtsmaterialien für Grundschule und Sekundarstufe, wie Unterrichtsmodule, Lernkoffer zum Ausleihen, einen E-Learning Bereich, eine Infothek und Afrika-Referenten in ganz Deutschland die Workshops an Schulen durchführen.

## Projekte in afrikanischen Ländern
Mit vielen unterschiedlichen, nachhaltigen Entwicklungsprojekten setzen sich die Mitgliedsorganisationen für bessere Lebensbedingungen in fast allen afrikanischen Ländern ein – zum Beispiel zur Ernährungssicherheit, Gesundheitsvorsorge und Bildungsarbeit!

## Öffentlichkeitsarbeit
Ziel der Öffentlichkeitsarbeit ist es, in Deutschland auf die Vielfalt, Chancen und Potenziale des Kontinents Afrika aufmerksam zu machen. So soll dem Bild eines „verlorenen Kontinents“ entgegengewirkt werden. Zusätzlich zur Bildungsarbeit wird auch auf den Kanäle Instagram, Facebook und LinkedIn differenziert über den Kontinent aufgeklärt. Als Ziele werden genannt:
- Der Öffentlichkeit ein differenziertes Bild von Afrika zu vermitteln.
- Pädagogen in Deutschland mit kostenfreiem Bildungsmaterial zum Thema Afrika zu unterstützen.
- Auf die Auswirkungen des Klimawandels und die aktuelle Klimakrise aufmerksam zu machen.
- Auf die vielen Beispiele erfolgreicher Projektzusammenarbeit mit afrikanischen Ländern hinzuweisen.
- Zu vermitteln, dass die bisherige Entwicklungszusammenarbeit in Afrika positive Akzente gesetzt hat und weiterhin viel bewirkt.

## Spenden
Der Verein wirbt Spenden ein, die an die Mitgliedsorganisationen und deren Projekte in fast 50 Ländern Afrikas geht und dort satzungsgemäß verwendet wird. Laut Tätigkeitsbericht lagen die Einnahmen des Vereins 2020/2022 bei rund 1,6 Mio. Euro, von denen rund 809.000 Euro für Projektförderung, 203.000 Euro für Mittelbeschaffung und knapp 46.000 Euro für Verwaltung aufgewendet wurden. Zusätzlich erhielt der Verein Fördergelder in Höhe von 480.000 Euro vom BMZ und der Stiftung Umwelt und Entwicklung für das laufende Bildungsprojekt.

## Mitglieder
Folgende Organisationen sind oder waren Teil des Bündnisses: action medeor, ADRA, Aktion Canchanabury, Afrika action / Deutschland, Aktionsgemeinschaft Solidarische Welt, Amref Health Africa, Arbeiter-Samariter-Bund Deutschland, arche noVa, AWO International, CARE Deutschland-Luxemburg, ChildFund Deutschland e. V., Deutsche Stiftung Weltbevölkerung, Deutsche Welthungerhilfe, Don Bosco Mondo, German Doctors, Handicap International,  Das Hunger Projekt, Islamic Relief Deutschland, Johanniter-Unfall-Hilfe, HELVETAS Intercooperation gGmbH, Kinder Afrikas, Kinderhilfswerk Global-Care, Kindernothilfe, Kinderrechte Afrika, Kolping International, Malteser International, Menschen für Menschen, ora Kinderhilfe, saaba education, Stiftung der Deutschen Lions, Quäker-Hilfe Stiftung, UNO-Flüchtlingshilfe e. V., Welthaus Bielefeld, World Vision Deutschland

## Vorstand
Vorsitzender ist Christian Molke, zugleich Vorstandsvorsitzender des Vorstands von ADRA Deutschland e.V.. Schatzmeister ist Nuri Köseli, der zugleich stellv. Geschäftsführer und Leiter für Presse und Öffentlichkeitsarbeit bei Islamic Relief Deutschland. Schriftführer ist Vincent Gründler, Referent für Entwicklungspolitik und Globales Lernen bei Das Hunger Projekt e. V.